# Koffiebranden

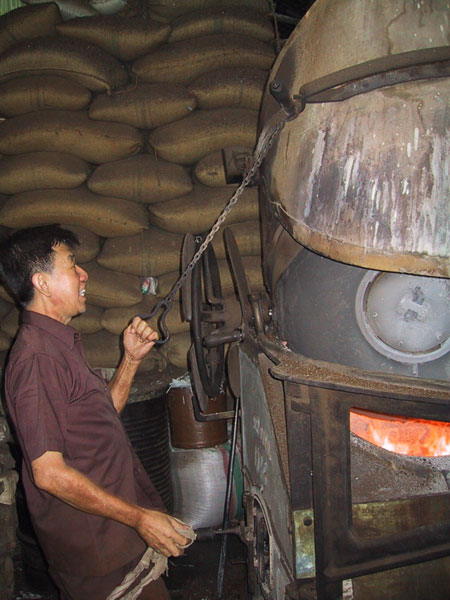
Koffiebrander in Indonesië

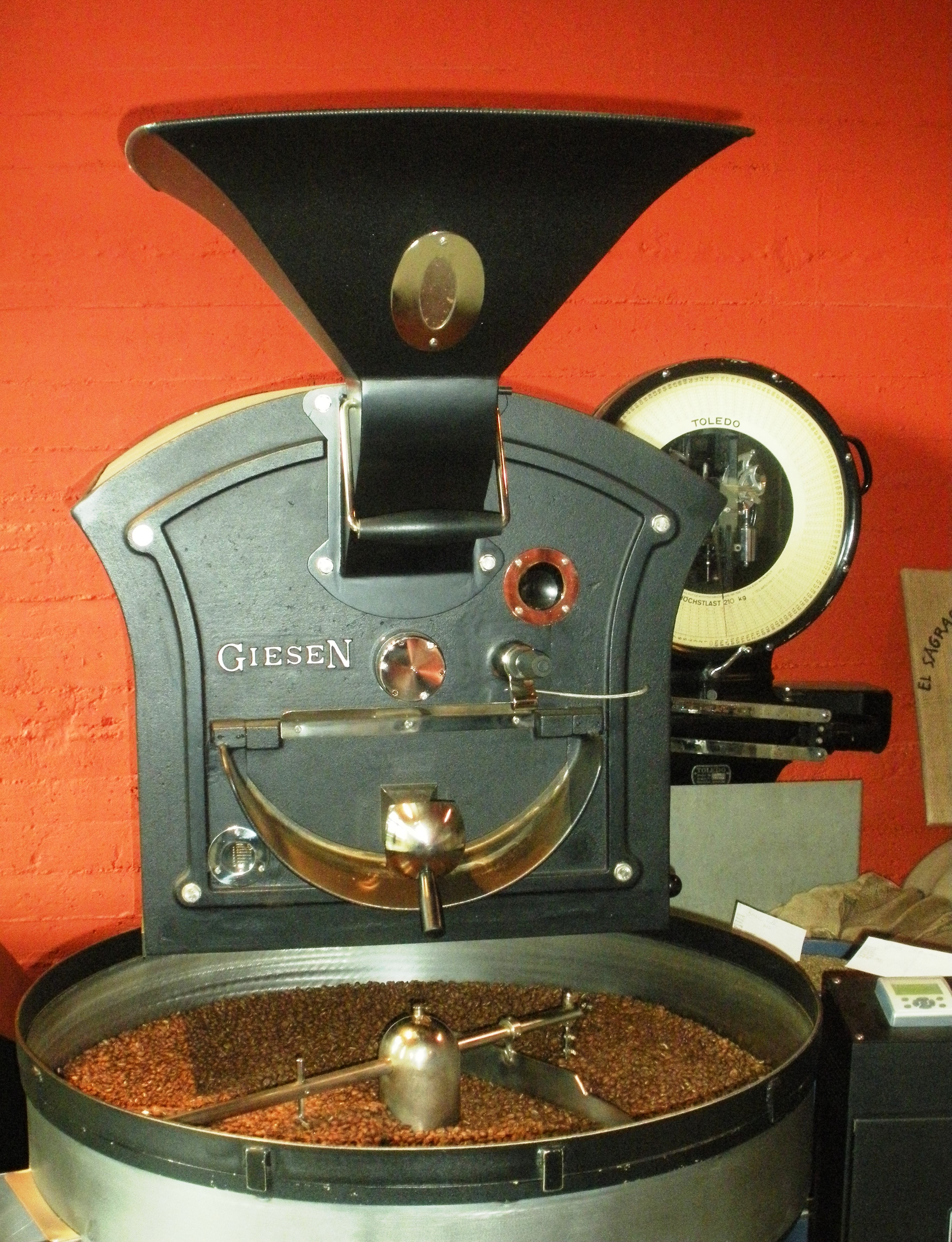
Koffiebrander (machine)

Het koffiebranden is een bewerking van de koffiebonen na het oogsten en drogen, en voor het malen. Pas dan kan er met heet water koffie van worden gezet. 
Op ambachtelijke wijze gebeurde het koffiebranden in een metalen trommel(tje). De koffiebonen worden -vermengd met een beetje olie- boven een vuurtje verwarmd, onder voortdurend draaien. De kunst bestond erin de juiste temperatuur aan te houden en de juiste tijd. Een kwestie van ervaring in aanvoelen en geur. Dit gebeurde vroeger door de plaatselijke kruidenier, waardoor de hele straat op die dag naar koffie rook. Ook nu nog zijn er gespecialiseerde koffiehuizen waar men de koffie ter plaatse brandt en waar men dus echt "versgebrande" koffie kan kopen/gebruiken.
In de Leidsestraat in Amsterdam heeft lang een koffiegeur gehangen door de aanwezigheid van kruidenier en koffiebrander 'De Gruyter'.
Later werd dat koffiebranden een specialisme en gebeurde het gaandeweg steeds meer op grote schaal in industriële koffiebranderijen.
Anno 2015 is de koffiemarkt grotendeels in  handen van grote ondernemingen als Jacobs Douwe Egberts, Maes koffie en Nestlé.

## Koffiebrander
Het begrip  koffiebrander kan zowel betrekking hebben op de persoon of het bedrijf dat de koffie brandt, als op het apparaat waarmee de bewerking wordt uitgevoerd.